# Klaffenbachsiedlung
Die Klaffenbachsiedlung ist ein Ortsteil der Gemeinde Ratten im Bezirk Weiz in der Steiermark.
Die Siedlung befindet sich nordöstlich von Ratten und südwestlich von Wasserstatt im Tal der Feistritz. Sie besteht aus einigen Einzellagen einer etwas dichteren Bebauung im Talboden. In diesem Teil der Klaffenbachsiedlung mündet auch der aus Klaffenegg kommende Klaffenbach in die Feistritz. In der Vorrangzonenkarte des Landes Steiermark ist die Klaffenbachsiedlung als Vorrangzone ausgewiesen.